# Celatoria compressa
Celatoria compressa là một loài ruồi trong họ Tachinidae.